# Jake Lloyd
Jake Matthew Lloyd (* 5. března 1989 Fort Collins, Colorado, Spojené státy americké) je bývalý americký dětský herec. K jeho nejznámějším rolím patří postava Anakina Skywalkera ve filmu Star Wars: Epizoda I – Skrytá hrozba. Trpí schizofrenií.

## Dětství
Jake Llloyd se narodil v Fort Collins v Coloradu zdravotníkovi Williamu Lloydovi a Lise Riley. Vystudoval Carmel High School v Indianě, kde maturoval v roce 2007.

## Kariéra
Lloyd byl obsazen do své první role v roce 1996, kde si zahrál Jimmyho Sweeta v 4 dílech v seriálu Pohotovost. Následně byl obsazen do role Jakea Warrena ve filmu Hvězdy na zemi. Poté si zahrál v roli Jamiee Langstona ve snímku Rolničky, kam se podíváš. Byl i obsazen do role Marka Armstronga v dokudramatu Apollo 11. George Lucas si ho poté vybral do role Anakina Skywalkera pro film Star Wars: Epizoda I – Skrytá hrozba. V roce 2001 si ještě zahrál v dramatech Die with Me a Madison. Druhý zmiňovaný šel do kin až v roce 2005. Roku 2001 se rozhodl s hraním skončit, protože se podle svých slov stal terčem šikany.

## Soukromý život
V roce 2015 byl zatčen policii za rychlou jízdu a jízdu na červenou. Byl umístěn do vězení a jeho matka v rozhovoru tvrdila, že Lloyd trpí schizofrenii, bere prášky proti těžkostem a v době řízení si je nebral a fyzicky ji napadl. Po 10 měsících bez zahájení soudního řízení byl převezen do psychiatrické léčebny a jako důvod byla uvedena schizofrenie.